# Riigikogu

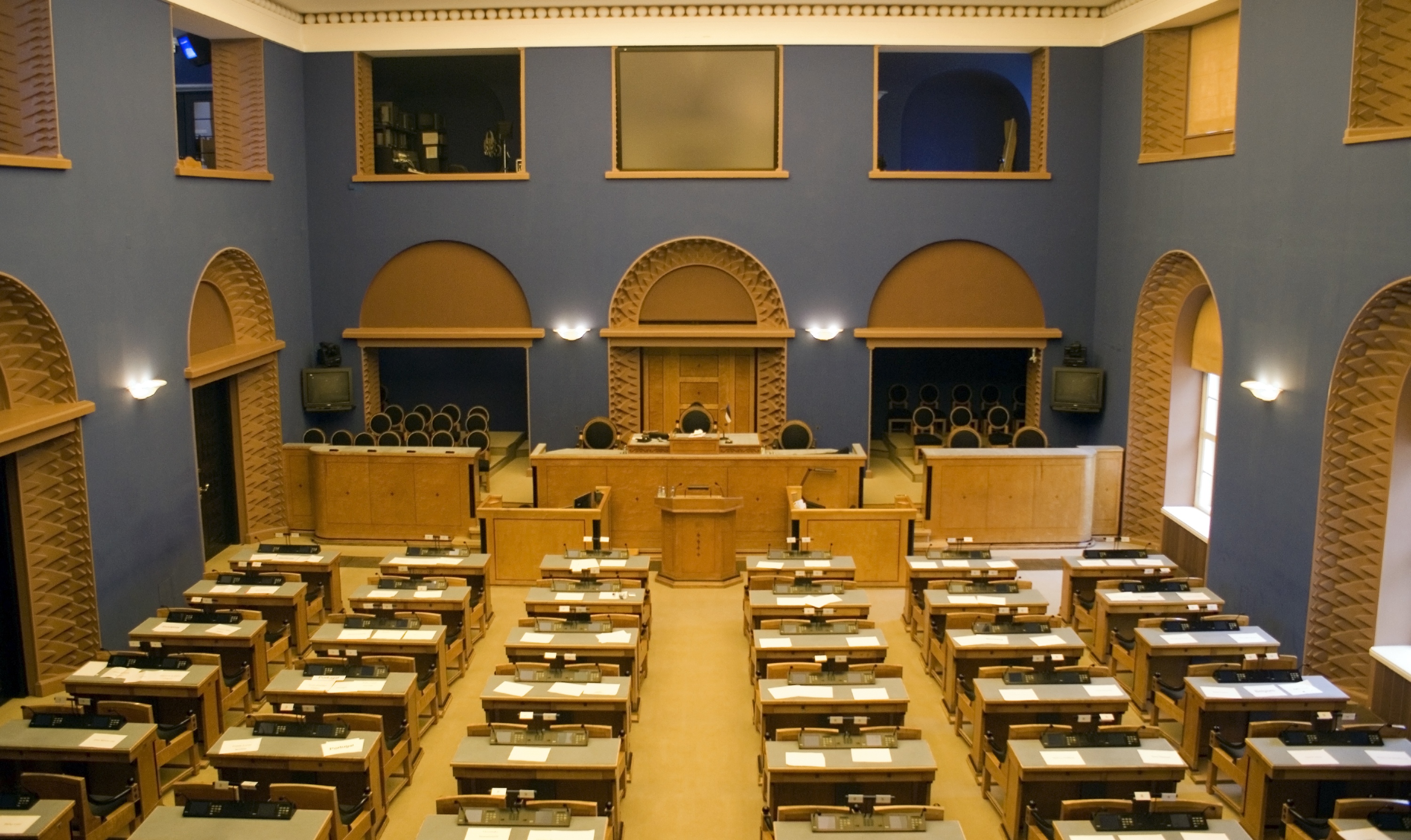
A Riigikogu belső tere

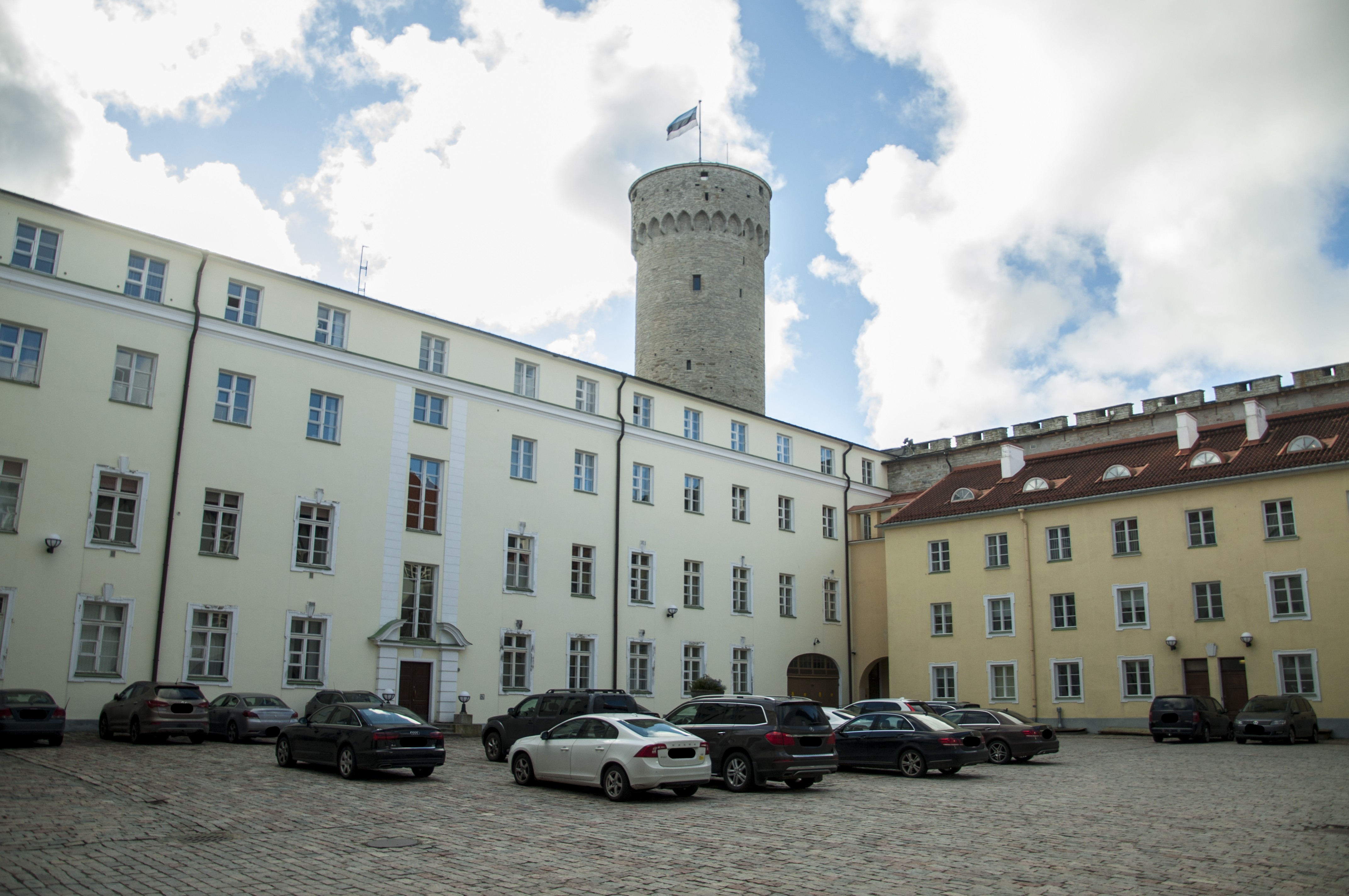
A Riigikogu épülete, a Toompeai palota

A Riigikogu (ˈriːɡikoɡu) az Észt Köztársaság törvényhozó testülete, az észt népszuverenitás legfelsőbb szintű képviseleti szerve. Egykamarás parlament, amely törvényeket alkot, felügyeletet gyakorol és nemzetközi egyezményeket hagy jóvá. A Riigikogu választja meg az ország kormányát és az – elsősorban protokolláris szerepet betöltő – elnököt. A törvényhozó testületnek 101 tagja van, akiket az észt polgárok választanak meg a négyévente megrendezett parlamenti választásokon.
Hagyományosan az egyes választásokat követően összülő új parlamenteket római számokkal jelölik. Az I. Riigikogu 1920-ban ült össze. Az 1938-ban megválasztott VI. Riigikogu az ország szovjet megszállása miatt nem tudta kitölteni mandátumát. Amikor 1992-ben megválasztották az első, az ország függetlenségének helyreállítása utáni parlamentet, a testület elnevezése – az alkotmányos folytonosság hangsúlyozásával – VII. Riigikogu lett. A 2019 márciusában megválasztott parlament a XIV. Riigikogu.

## Története

### Észtországi Ideiglenes Nemzetgyűlés
Az első észtországi népképviseleti szerv az Észtországi Ideiglenes Nemzetgyűlés (észt nevén Maapäev) volt. Ez a testület 1917. július 14-én tartotta alakuló ülését. Ekkor Észtország még nem független ország, hanem az Orosz Birodalom kormányzósága volt. Az Ideiglenes Nemzetgyűlés sem demokoratikus választások útján, hanem a Georgij Lvov vezette oroszországi ideiglenes kormány rendelete nyomán jött létre. Az Ideiglenes Nemzetgyűlés elnöke Artur Vallner volt, tagjai között pedig ott voltak a korabeli közélet fontos szereplői, többek közt Jaan Tõnisson, Jüri Vilms, Konstantin Päts, Ado Birk, Karl Ast és Kaarel Parts.
A képlékeny oroszországi belpolitikai helyzetet kihasználva az Ideiglenes Nemzetgyűlés megtette az első fontos lépést az észt szuverenitás felé: 1917. november 28-án deklarálta, hogy a Maapäev a legfőbb hatalmi szerv Észtországban, amíg meg nem alakul egy demokratikusan megválasztott alkotmányozó nemzetgyűlés. Az időközben hatalomra került bolsevikok azonban válaszul elrendelték a nemzetgyűlés feloszlatását, így a Maapäev illegalitásba szorult.
A következő év elején az oroszországi polgárháború és az első világháború katonai eseményei révén újabb tér nyílt az észt szuverenitás elérésére. 1918 februárjában a német csapatok előretörése nyomán az orosz erők kiszorultak Észtországból. 1918. február 21-én megszületett az észt függetlenségi nyilatkozat, amelyet előbb február 23-án Pärnuban, majd 25-én Tallinnban is felolvastak. Február 24-én az Ideiglenes Nemzetgyűlés formálisan is kikiáltotta az Észtország függetlenségét. Az országot azonban szinte azonnal megszállták a németek, akik nem ismerték el az észt függetlenséget. November 11-én, amikor az első világháború véget ért, ideiglenes kormány alakult, a következő év elején pedig az Ideiglenes Nemzetgyűlés megtartotta utolsó ülését, és 1919. április 24-én átadta mandátumát az Alkotmányozó Nemzetgyűlésnek.

### Alkotmányozó Nemzetgyűlés
Az Alkotmányozó Nemzetgyűlés volt az önálló Észtország első választott parlamentje. A választásokra 1919. április 5–7-én került sor; a részvételi arány 80 százalékos volt. A 120 fős testület – amelybe hét nőt is beválasztottak – 1919. április 23-án ült össze először, és 1920. december 20-ig folytatta munkáját. Az Alkotmányozó Nemzetgyűlés megerősítette az előző évben kiadott Függetlenségi Nyilatkozatot, megalkotta az Észt Köztársaság alaptörvényét, elfogadta a földosztás alapjául szolgáló földtörvényt, a közoktatásról szóló törvényt és a békeszerződést Szovjet-Oroszországgal.
Az alkotmány kimondta a népfelség elvét, és deklarálta, hogy a nép politikai népszavazások, népi kezdeményezések és parlamenti választások útján gyakorolharja. Ez utóbbi révén 100 tagú parlament jött létre, amely a Riigikogu nevet kapta. A végrehajtó hatalom a Riigikogu által választott és annak felelős kormány kezébe került; ez utóbbi élén a miniszterelnök állt, aki egyben az államfői szerepet is ellátta.

### I–IV. Riigikogu
Az I. Riigikogu 1920. december 20-tól 1923. május 20-ig gyakorolta a törvényhozó hatalmat Észtországban. Törvényt fogadott el az észt állampolgárságról, az észt zászlóról és a halászatról. A II. Riigikogu 1923. május 31-én alakult meg és 1926. június 14-ig ülésezett. Ebben a ciklusban fogadták el az észt címerről szóló, valamint a kötelező sorkatonai szolgálatot szabályozó törvényt. A III. Riigikogu 1926. június 15-től 1929. június 14-ig állt fönn. A parlament 1927-ben fogadta el a jegybanktörvényt és a nemzeti valutáról szóló törvényt. Ennek nyomán 1927. január 1-től bevezették az észt koronát. A 4. Riigikogu 1929. június 15-től 1932. június 14-ig ülésezett. Ebben a ciklusban a gazdasági válság elmélyítette a társadalmi konfliktusokat. Az országgyűlés törvény hozott a haditörvénykezésről és arról, hogy a Riigikogu létszámát 80-ra csökkentik.

### A hallgatás időszaka
A fiatal észtországi demokrácia súlyos válságba került az 1930-as években. Az országban Konstantin Päts vezetésével tekintélyuralmi rendszer alakult ki, amely 1940-ben az ország függetlenségének elvesztésével ért véget. Ezt a politikai korszakot, amelyben az utolsó szabadon választott Riigikogu működését felfüggesztették, az országban rendkívüli állapotot vezettek be, új alkotmányt és új, elnöki hatalmon alapuló államberendezkedést alakítottak ki, korlátozva a demokratikus politikai jogokat, a hallgatás időszakának nevezik.
Az V. Riigikogu 1932. június 15-től 1934. október 2-ig volt hivatalban. A legerősebb parlamenti párt az Egyesült Parasztpárt volt, de megjelentek a politikai életben a szovjetbarát erők is. A törvényhozás kezdetben a gazdasági helyzet stabilizálására összpontosított, és ebből a célból leértékelte az észt koronát. A külpolitikában lényeges szerepet játszott a szovjet befolyás erősödése, és a Riigikogu 1932-ben ratifikálta a szovjet-észt megnemtámadási szerződést.
1934. január 24-én érvénybe lépett az ország módosított alkotmánya. Észtország elnöki köztársasággá alakult. Az új államberendezkedésben a Riigikogu 50 fősre zsugorodott, és a végrehajtó hatalmat az elnöknek alárendelt miniszterelnök által vezetett kormány gyakorolta. A valóságban az új alkotmány által előírt választásokat nem tartották meg, hanem Konstantin Päts lett a miniszterelnök és az ideiglenes elnök. Március 16-án tartották az 5. Riigikogu utolsó rendes ülését. Itt a törvényhozás jóváhagyta Päts döntését a rendkívüli állapot bevezetéséről. A törvényhozás az elnök hatáskörébe került, aki rendeleti úton kormányzott. Október 2-án azután formálisan is feloszlatták a Riigikogut.

## A képviselők fizetése
A Riigikogu elnökének fizetése 2021 áprilisától 6768 euró. Az alelnök, a frakcióvezetők és a bizottságok elnökei ennek 85 százalékát, a frakcióvezető-helyettesek és a bizottsági elnökök helyettesei 75 százalékát kapják. A többi képviselőnek a házelnöki fizetés 65 százaléka, 2021-ben 4399 euró jár. A fizetéseket évente, áprilisban indexelik az fogyasztóiár-index és a nyugdíjbiztosítási bevételek alapján. A képviselők munkájukkal kapcsolatos – számlával igazolt – dologi kiadásaikra költségtérítést kapnak. Ennek maximuma a fizetésük 30 százaléka. Azok a képviselők, akik nem a fővárosban vagy annak környékén laknak, lakhatási támogatást is kapnak. Ennek összege nem haladhatja meg a képviselő fizetésének 20 százalékát.

## A parlamenti pártok
A zárójelben a párt elnökének a neve olvasható. 
- Reformpárt (Kaja Kallas) - 34 mandátum
- Centrumpárt (Jüri Ratas) - 25 mandátum
- Észt Konzervatív Néppárt (Mart Helme) - 19 mandátum
- Pro Patria (Helir-Valdor Seeder) - 12 mandátum
- Észt Szociáldemokrata Párt (Jevgeni Ossinovski) - 10 mandátum
- 1 független politikus (Raimond Kaljulaid)

## Fordítás
- Ez a szócikk részben vagy egészben  a   Riigikogu című észt Wikipédia-szócikk ezen változatának fordításán alapul.  Az eredeti cikk szerkesztőit annak laptörténete sorolja fel. Ez a jelzés csupán a megfogalmazás eredetét és a szerzői jogokat jelzi, nem szolgál a cikkben szereplő információk forrásmegjelöléseként.